# Boscia senegalensis
Boscia senegalensis är en kaprisväxtart som beskrevs av Jean-Baptiste de Lamarck. Boscia senegalensis ingår i släktet Boscia och familjen kaprisväxter. Inga underarter finns listade i Catalogue of Life.

## Bildgalleri

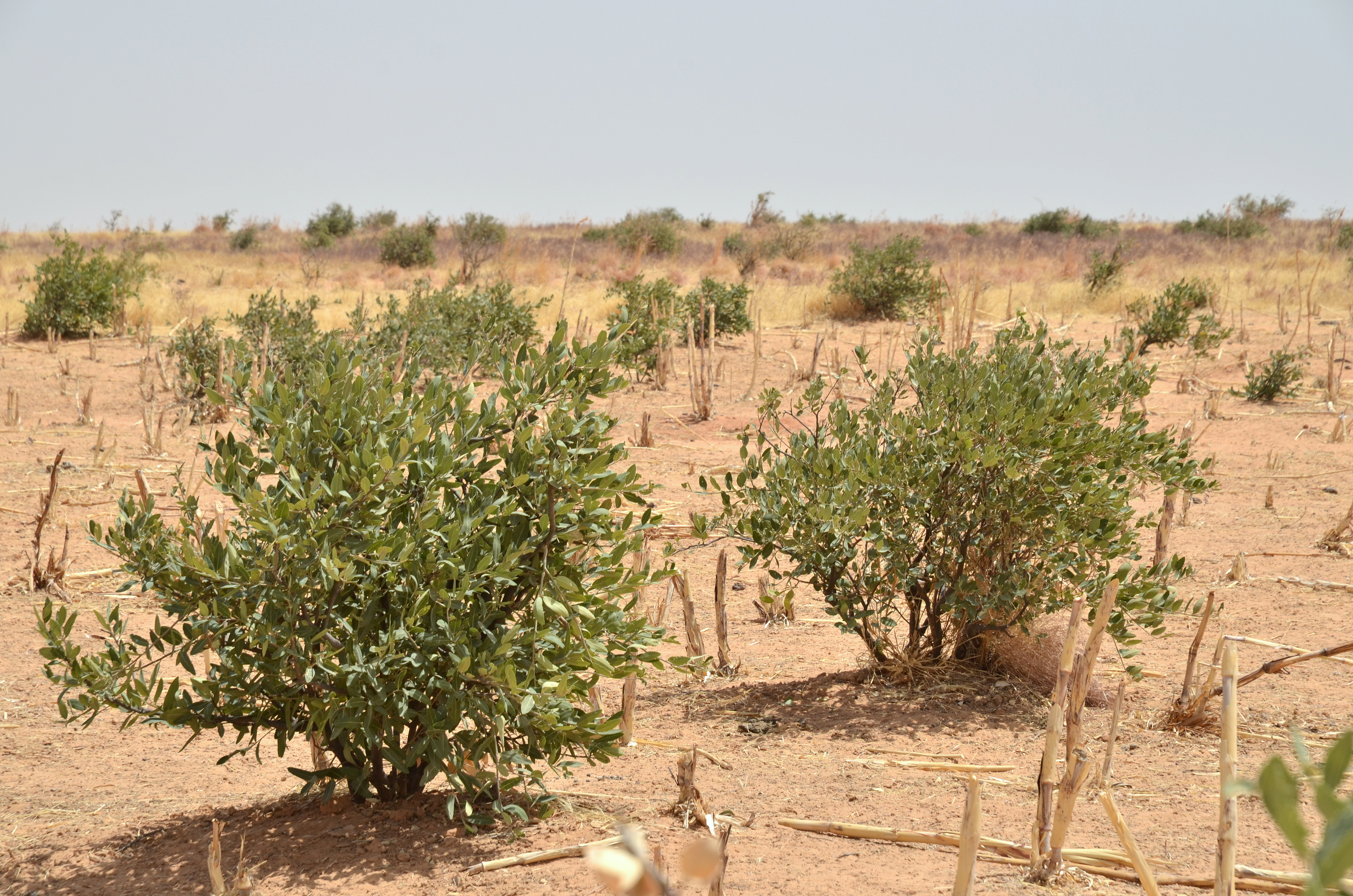
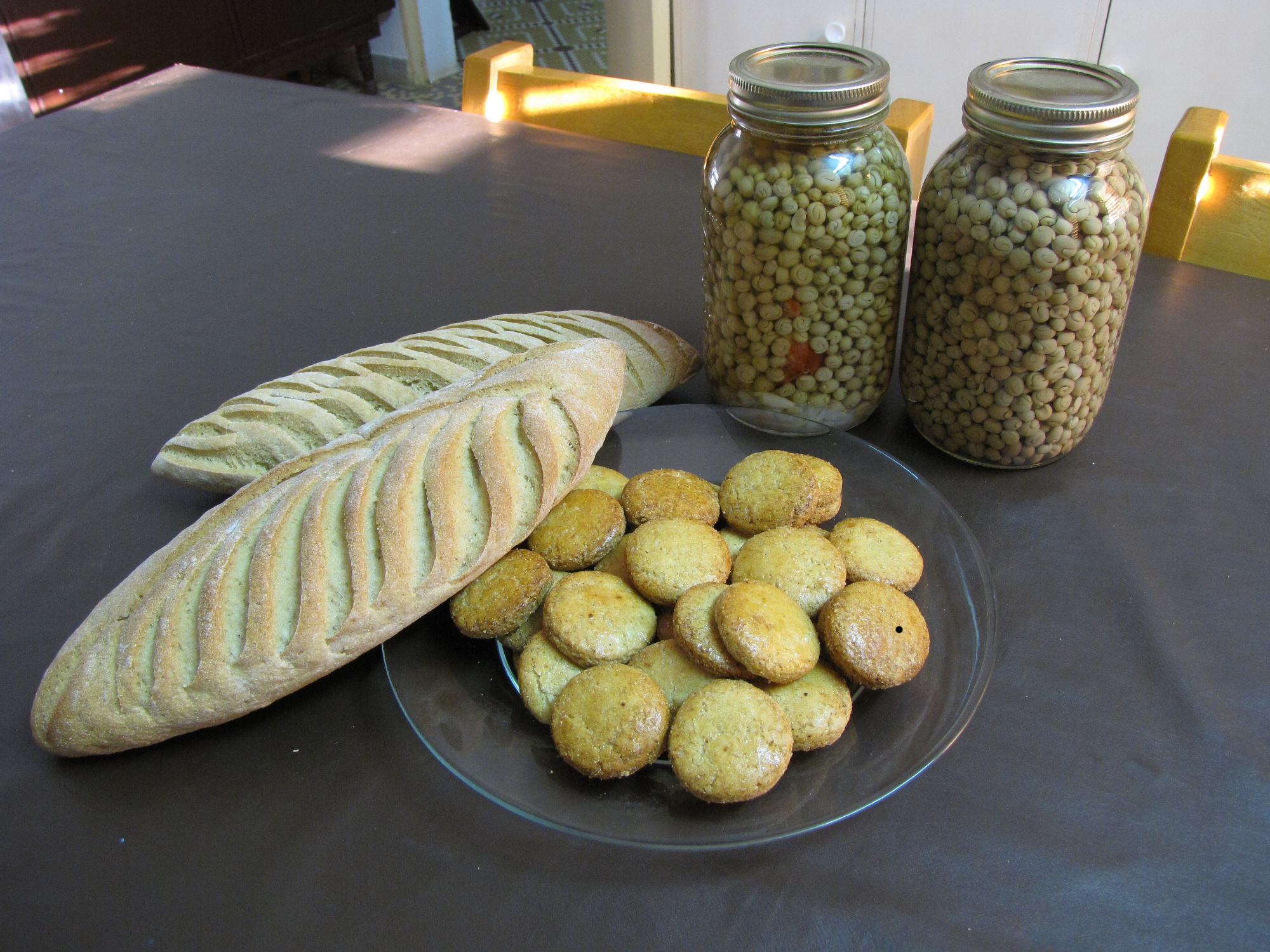
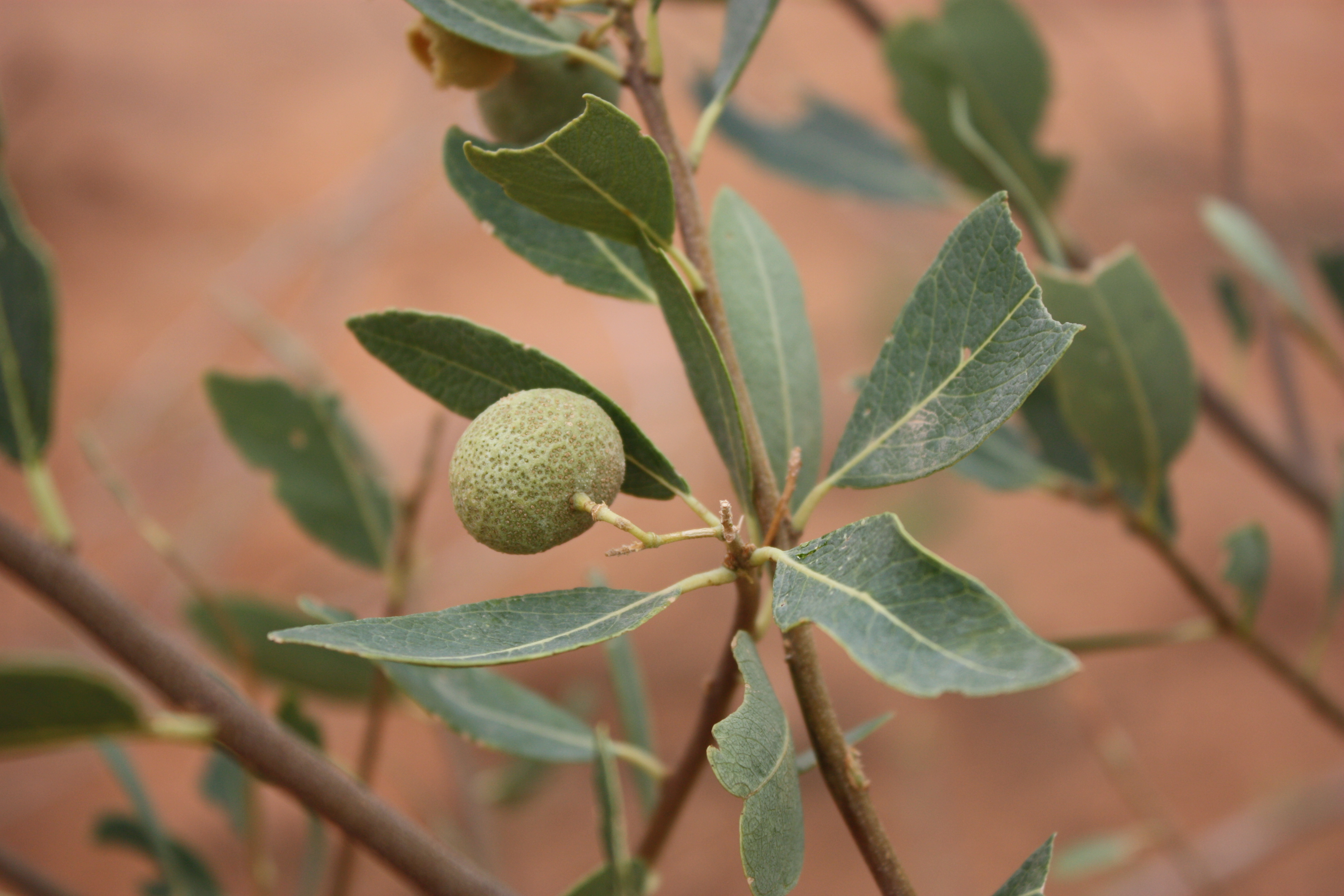